# Katalog (альбом)
Katalog — музичний альбом гурту Bathory. Виданий у серпні 2001 року лейблом Black Mark Production. Загальна тривалість композицій становить 67:21. Альбом відносять до напрямків блек-метал, вікінг-метал, треш-метал.

## Список пісень
1. «Lake of Fire» — 5:44
2. «Armageddon» — 2:30
3. «Possessed» — 2:41
4. «Enter the Eternal Fire» — 6:53
5. «Odens Ride over Nordland / A Fine Day to Die» — 11:51
6. «One Rode to Asa Bay» — 9:20
7. «Twilight of the Gods (Prologue — Twilight of the Gods — Epilogue)» — 13:40
8. «Distinguish to Kill» — 3:15
9. «War Supply» — 4:42
10. «The Woodwoman» — 6:19
11. «Outro» — 0:26